# Compromís-Podemos-EUPV: A la Valenciana
Compromís-Podemos-EUPV: A la Valenciana (siglas: Podemos-Compromís-EUPV) fue una coalición electoral formada por Coalició Compromís, Podemos del País Valencià y Esquerra Unida del País Valencià, que se estableció en mayo de 2016 para concurrir a las elecciones generales españolas de 2016 en la Comunidad Valenciana. La alianza es la sucesora de la coalición És el Moment, que concurrió a las Elecciones generales de España de 2015.
El nombre de la alianza, A la Valenciana, hace referencia al tipo de coalición de gobierno que Podemos y Compromís propusieron al PSOE tras las elecciones generales de 2015. Esta propuesta se basaba en el acuerdo logrado en la Comunidad Valenciana entre el Partit Socialista del País Valencià y Compromís tras las elecciones autonómicas valencianas de 2015, el Acuerdo del Botánico, que permitió que sus respectivos líderes, Ximo Puig y Mònica Oltra, se convirtieran en el presidente y la vicepresidenta de la Generalidad Valenciana.

## Miembros de la coalición
- Coalició Compromís (Compromís).
  - Bloc Nacionalista Valencià (Bloc).
  - Iniciativa del Poble Valencià (IdPV).
  - VerdsEquo del País Valencià (VerdsEquo).
  - Gent de Compromís (GdC).
- Podem Comunitat Valenciana (Podemos).
- Esquerra Unida del País Valencià (EUPV).

Según el documento de coalición de la Junta Electoral Central el portavoz del grupo parlamentario corresponderá a Compromís, el primer portavoz adjunto a Podemos y el segundo portavoz adjunto a EUPV. En la lista electoral al Congreso por las provincias de Valencia y Castellón, Compromís ocupará los puestos impares, salvo el quinto y el tercero respectivamente, que corresponderán a EUPV, mientras que Podemos tendrá los puestos pares. 
- En la lista electoral al Congreso por Castellón, Compromís ocupó los puestos 1 y 5, Podemos los puestos 2 y 4 y EUPV el puesto 3.

- En la lista electoral al Congreso por Valencia, Compromís ocupó los puestos 1, 3 y 7, Podemos los puestos 2, 4 y 6 y EUPV el puesto 5.

- En la lista electoral al Congreso por Alicante, Podemos ocupó los puestos 1, 3 y 5, Compromís los puestos 2 y 4 y EUPV el puesto 6.[5]